# Barroco inglés
El barroco inglés es una denominación que indica el desarrollo del arte, de la arquitectura en particular, en la Inglaterra de los Estuardos en el período desde la época de Carlos I hasta el siglo XVIII, en particular desde el Gran Incendio de Londres de 1666 y el tratado de Utrecht de 1713. Aunque similar al período barroco en la Europa continental, el barroco inglés se distinguió por numerosos aspectos, desarrollando un fenómeno artístico diferente y, en su género, único.
La estética barroca, que influyó de forma destacada a mediados del siglo XVII en Francia, impactó muy poco en Inglaterra durante el protectorado y los primeros años de la restauración. Entre la muerte de Íñigo Jones en 1652 y la visita de Christopher Wren a París en 1665, no hubo ningún arquitecto de primera fila en Inglaterra y el interés por el desarrollo de la arquitectura europea era mínimo.
Wren fue el que inició el estilo barroco inglés, que se diferenciaba del modelo continental por la claridad del diseño y por un gusto sutil por el clasicismo. Después del gran Incendio de Londres, Wren reconstruyó cincuenta y tres iglesias, en las que la estética barroca es evidente, sobre todo en la estructura dinámica y en los múltiples puntos de vista. Su trabajo más ambicioso fue la Catedral de San Pablo (1675 - 1711), que se puede comparar con las bóvedas de las iglesias de Italia o Francia. En este edificio de proporciones majestuosas, el estilo palladino típico de Inigo Jones se funde con la sensibilidad contemporánea continental en un equilibrio magistral. Menos influyentes fueron los intentos de importar la visión de Bernini en la arquitectura de las iglesias inglesas (Thomas Archer lo intentó en la iglesia de Saint John's Smith Square en 1728).
Aunque Wren también realizó obras de arquitectura secular, la primera casa de campo barroca en Inglaterra la construyó William Talman en Chatswoth, obra que se inició en 1687.
La arquitectura barroca inglesa dependió del desarrollo continental de la misma, y es preciso decir que el crecimiento de la imprenta y el progreso de la producción de libros fue uno de los factores determinantes para su desenvolvimiento. Esto tiene que ver con que los conocimientos venían de los países vecinos, a los que no muchos de los arquitectos que se dedicaron a traer la arquitectura barroca a Inglaterra visitaron. De hecho, el único que se conoce que viajó a estos países (específicamente a Francia y los Países Bajos) fue Cristopher Wren, y también se sabe que de este viaje trajo todos los documentos y libros posibles que registraran lo que había visto. Por lo que se puede inferir que el desarrollo de la arquitectura barroca inglesa dependió y fue posible en cierta medida gracias a la imprenta que estaba progresando en el continente.
En la arquitectura inglesa de los períodos barroco y tadobarroco se puede distinguir en tres períodos:
- el paladianismo (siglo XVIII);
- el clasicismo romano (desde el gran incendio de Londres);

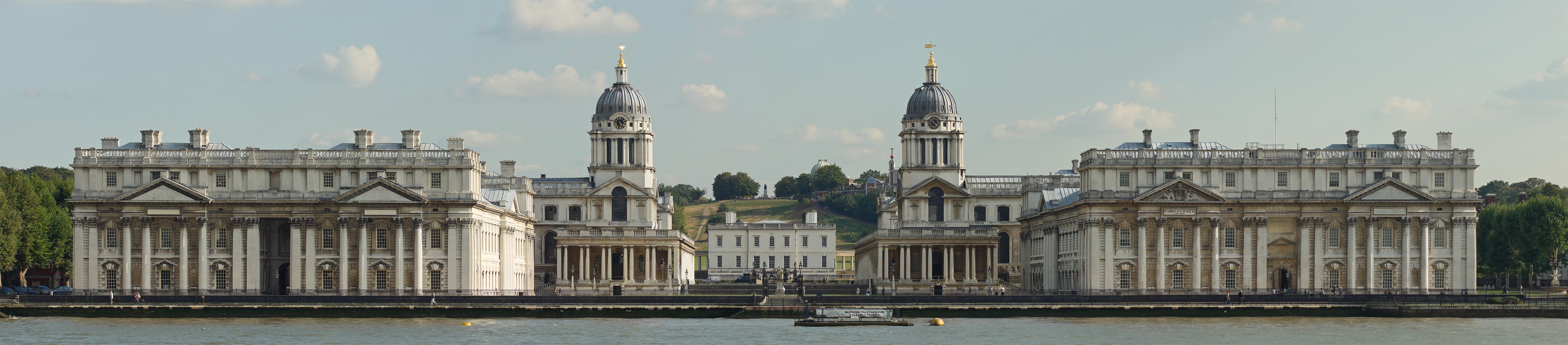
El Hospital de Greenwich (1696-1712), obra del arquitecto Christopher Wren, visto desde el lado norte del Támesis. La Queen's House (Casa de la Reina) en el centro de la imagen. El Observatorio Real se aprecia al fondo.

- el neopalladianismo.

## El paladianismo

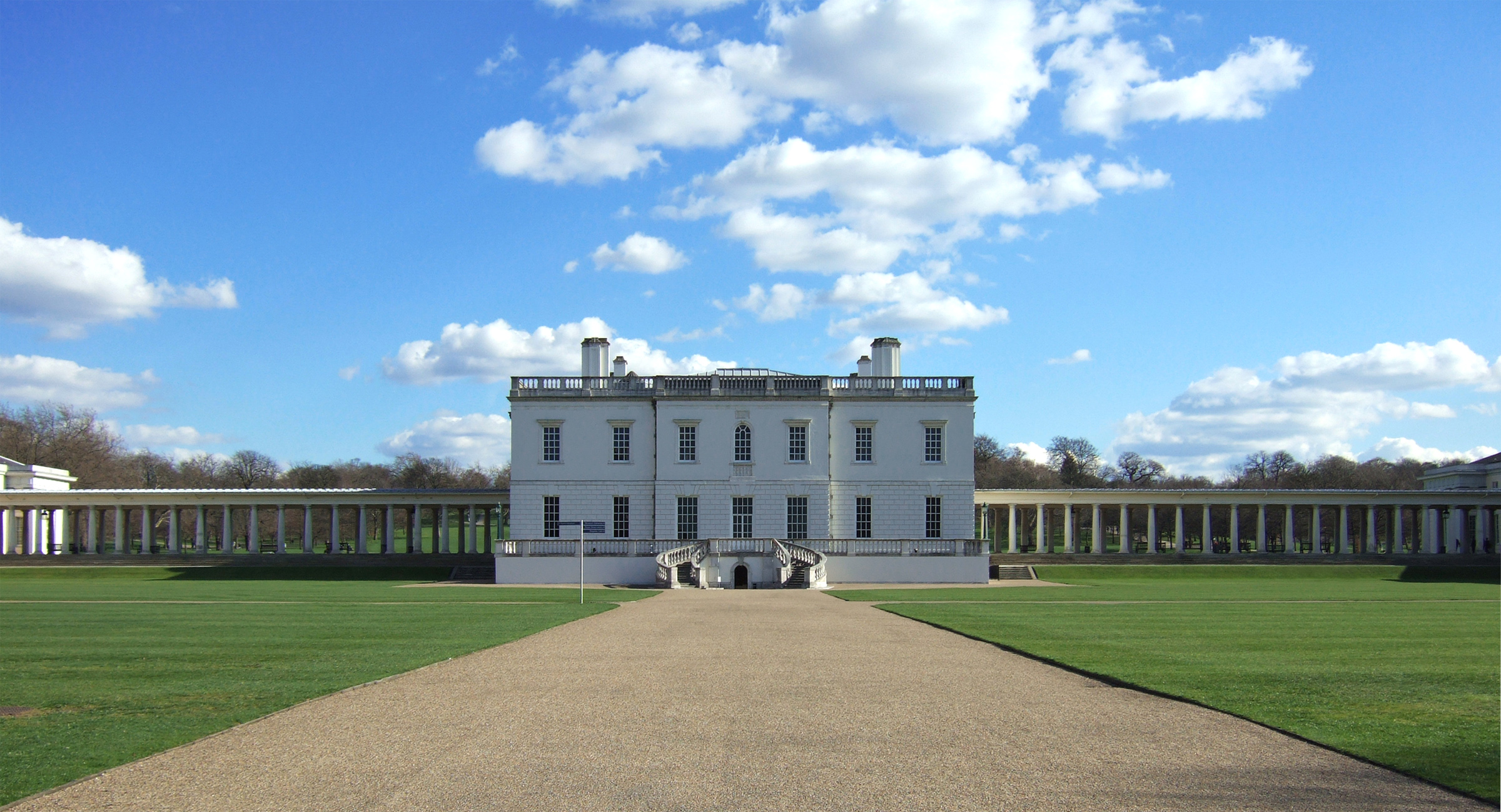
Vista de la Queen's House, cerca de Greenwich

Iñigo Jones (1573-1652) introdujo la arquitectura renacentista, y en particular la arquitectura palladiana, en Inglaterra. Hijo de un sastre católico de origen galés, Inigo Jones comenzó sus estudios como pintor y se convirtió en escenógrafo y diseñador de vestuario. Llamado a la corte de Dinamarca, trabajó para el rey Cristian IV hasta 1605, cuando regresó a su patria. Antes de regresar a Londres, todavía tuvo la oportunidad de quedarse durante un tiempo en Italia. En Inglaterra ingresó al servicio del rey James I y fue nombrado arquitecto de la corte. James le confió la tarea gracias a que Jones había estado en Italia por segunda vez, entre 1613 y 1614, acompañado por el coleccionista Thomas Howard, conde de Arundel. Durante el viaje, los dos amigos visitaron los centros artísticos de Emilia y del Veneto y luego residieron en Florencia y Roma. Durante el viaje de regreso, Jones se detuvo durante mucho tiempo en el área de Vicenza, donde tuvo la oportunidad de estudiar en profundidad los trabajos de Andrea Palladio.
De vuelta en Londres, el rey le encargó construir la Queen's House, la casa de la Reina, cerca de Greenwich. La residencia, cuyo trabajo comenzó en 1616, se construyó por primera vez para la reina Ana de Dinamarca, pero después de la muerte de esta y de James I, su sucesor Carlos I, quería donarla a su esposa Enriqueta María. Los trabajos se terminaron en 1635. El palacio, inspirado en las villas de campo italianas construidas en el Renacimiento, en particular en la Villa Medici de Poggio a Caiano, representa la nueva orientación de la arquitectura inglesa y el distanciamiento de las formas tardomedievales.
Mientras continuaba el trabajo en la Queen's House, Jones recibió su segundo encargo importante. En 1619 el rey le encargó construir la Banqueting House (1619-1622), en el centro de Londres. Para la construcción del palacio, que se utilizaría para fiestas en la corte, Jones volvió a los proyectos de Andrea Palladio y diseñó un edificio monumental. El edificio era parte del complejo de edificios en Whitehall y hoy es el único que queda íntegro. La sala de fiestas de la Banqueting House fue pintada al fresco por Rubens, por orden de Carlos I. Junto con loas encargos privados, Inigo Jones también fue elegido para la realización de algunas obras públicas, como la plaza del Covent Garden.
Los arquitectos emergentes de la época eran todos estudiantes de Inigio Jones, como Isaac de Caus (1590-1648), o parte de su familia, como John Webb (1611-1672). Isaac de Caus, de origen francés, fue el creador de la Wilton House, la residencia de campo de los condes de Pembroke, construida en estilo veneciano. La residencia incluye dos grandes salas de representación donde hay algunas pinturas hechas en ese momento por van Dyck para el conde de Pembroke. El diseño de la Wilton House hasta hace poco fue atribuido a Inigo Jones, mientras que hoy esta bastante segura la paternidad de Caus.
John Webb y Roger Pratt (1620-1684) son conocidos por el diseño de villas de campo encargadas por la nobleza después del regreso de la monarquía. Webb construyó el palacio del rey Carlos II cerca del Hospital de Greenwich, mientras que Pratt construía fue la residencia de Clarendon House.

Ejemplos de paladianismo inglés
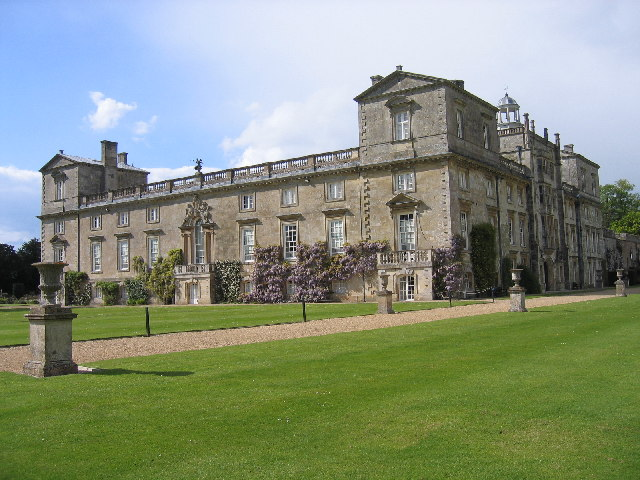
La Wilton House, obra de Isaac de Caus
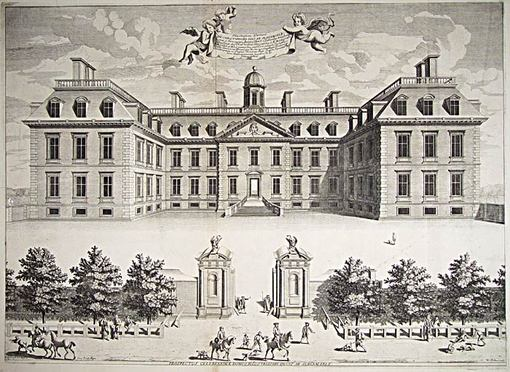
Clarendon House (1664-1667), demolidad en 1683 para abrir las calles Dover Street, Albemarle Street y Bond Street

## El clasicismo romano

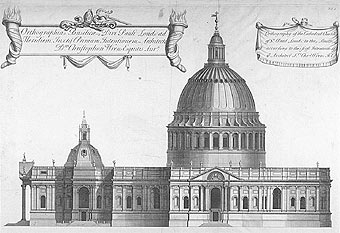
Diseño preparatorio para la catedral de San Pablo (1675-1711), realizado por Christopher Wren

### La reconstrucción de Christopher Wren
Con el estallido de la guerra civil y el establecimiento de la Commonwealth bajo la tutela de Oliver y Richard Cromwell (1653-1659), el fervor arquitectónico que había caracterizado las edades de James I y de Carlos I sufrió una brusca interrupción. En el clima posrevolucionario, de una impronta claramente puritana, el estilo arquitectónico de Inigo Jones no tenía lugar: la ausencia de clientes como los representados por el soberano y los nobles de su corte interrumpieron la gran producción arquitectónica.

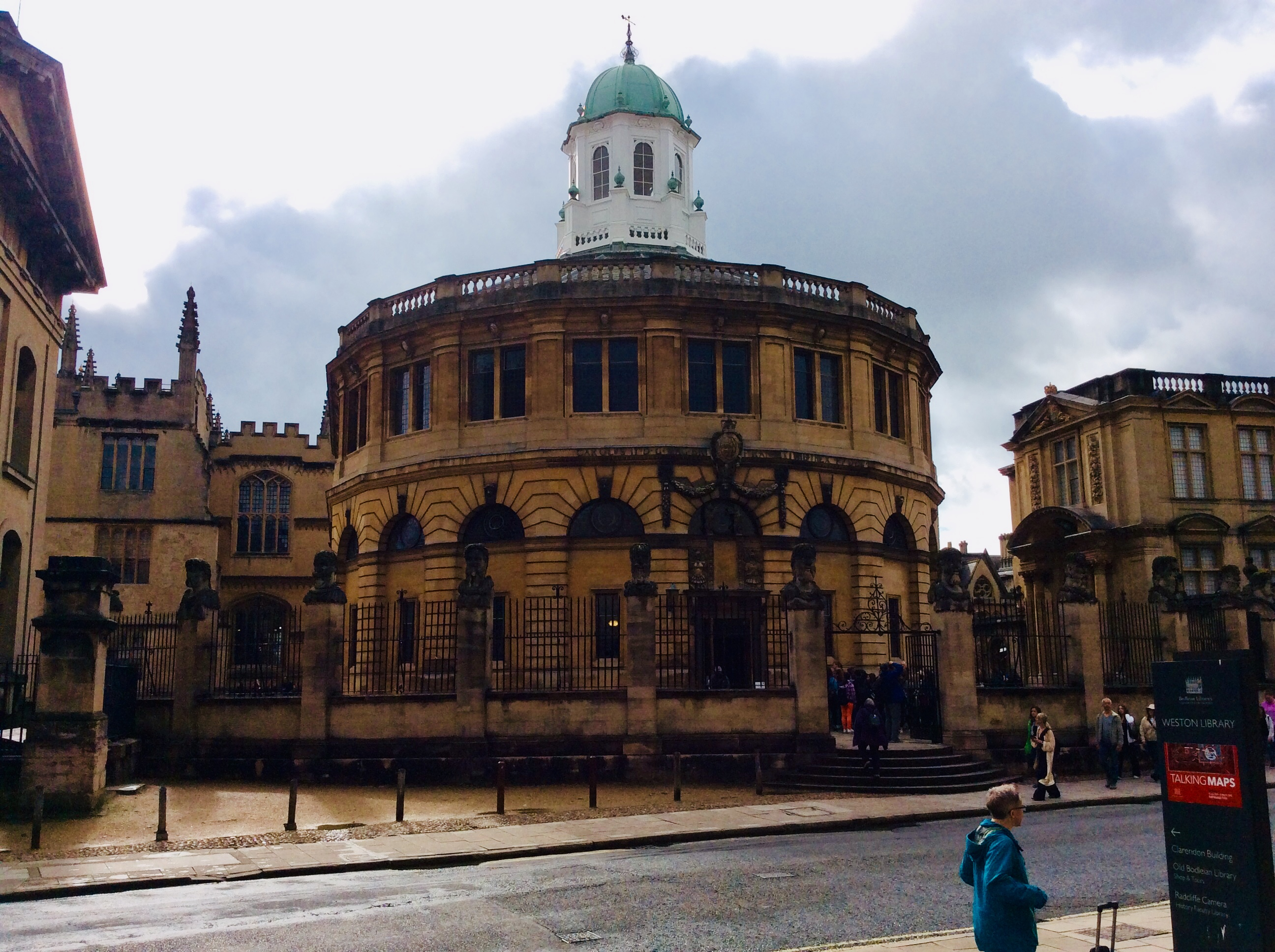
Primera obra encargada a Christopher Wren, Teatro Sheldonian (1662-1663)

En 1660 con la restauración inglesa y el regreso de Carlos II al trono, hubo un renovado despertar de las artes. Con el soberano surgieron nuevas formas del arte pictórico, del teatro, de la música e incluso de la arquitectura, que en esos años, considerados los verdaderos años del barroco inglés, lograron los mejores resultados. El principal exponente de este segundo período, definido, clasicismo romano, fue Christopher Wren (1632-1723). Wren, proveniente de una familia realista de académicos, estudió en la Westminster School y luego en Oxford. Después de completar sus estudios, le dieron una cátedra de astronomía en la Universidad de Londres. En 1661 fue llamado a Oxford y se le encomendó la realización de sus dos primeras obras arquitectónicas, el Teatro Sheldonian (1662-1663) y la capilla del Pembroke College (1663-1665). Después de trabajar en Oxford, se fue de viaje al continente; en particular se quedó en los Países Bajos y en Francia, donde estudió y copió numerosos proyectos de construcción, incluidos los realizados por Gian Lorenzo Bernini para el Louvre. Durante su estancia en París conoció a François Mansart, a Louis Le Vau y al propio Bernini. De vuelta en Londres, la ciudad fue golpeada por una violenta peste seguida de un gran incendio que destruyó casi por completo la ciudad: fueron destruidas 1300 casas y 88 iglesias, incluida la catedral.

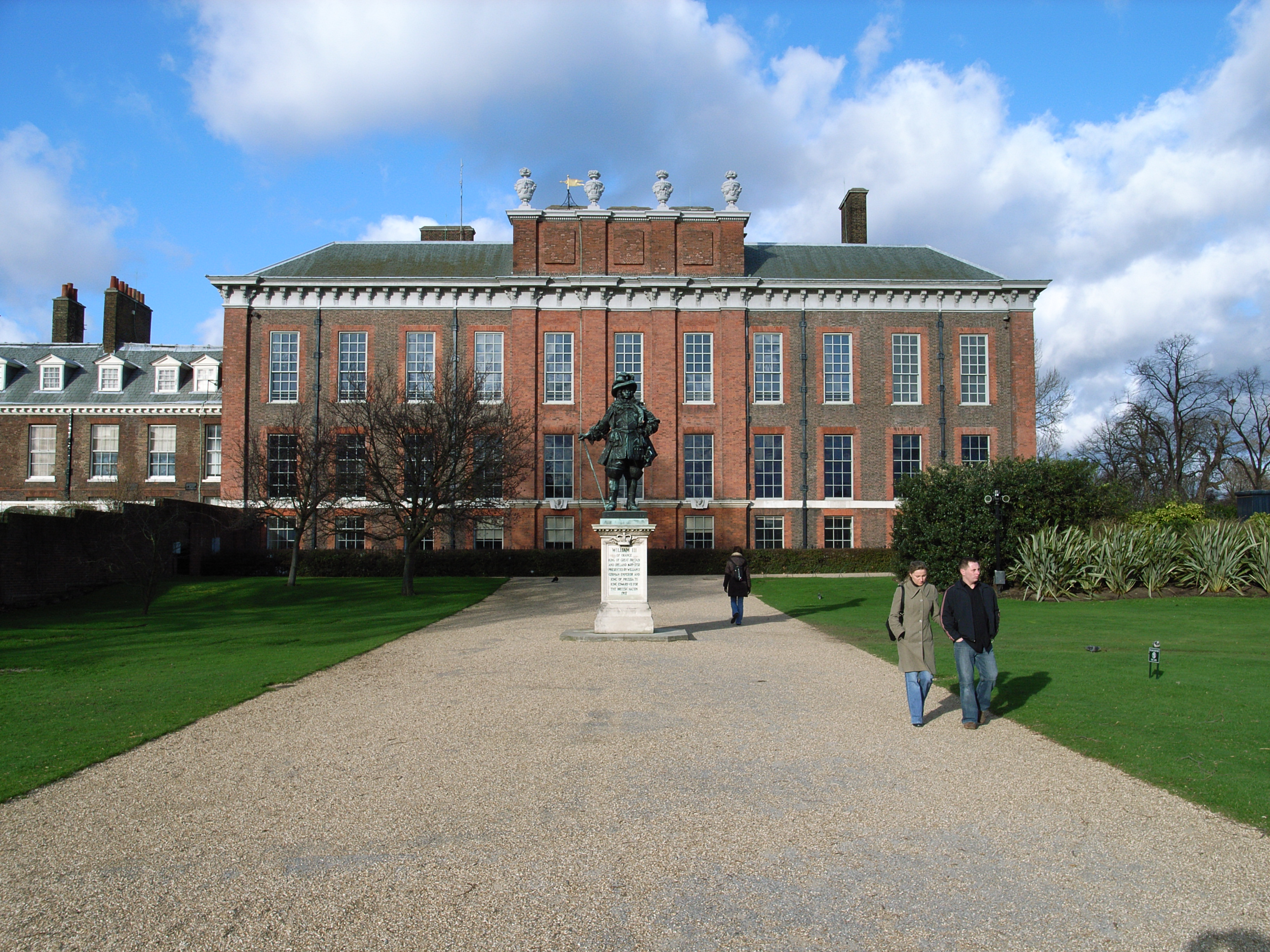
La residencia real del palacio de Kensington, encargada a Wren por Guillermo III y Maria II en 1690

Por ello Carlos II le pidió a Wren que rediseñara la capital: pero los proyectos presentados se consideraron irrealizables. Sin embargo, el rey le confió la construcción de 51 iglesias y de la catedral. La arquitectura de Wren estaba caracterizada por ser una combinación entre academicismo, eclecticismo, ciencia y arqueología, y un interés por las formas artísticas barrocas. 
La catedral de San Pablo (1675-171]) fue diseñada por Wren con una unión de diferentes estilos: la cúpula recuerda idealmente a la de San Pedro en Roma (aunque se refiere al templo de San Pedro en Montorio, de Bramante, en la estructura externa), la fachada principal es la del Louvre en París. El primer anteproyecto, realizado en 1670, era una enorme cruz griega rematada por una gran cúpula. El clero anglicano no estaba satisfecho, insistia en su deseo de una planta basilical más tradicional, con coro, transepto y nave. Wren rehízo el proyecto, volviendo a la cruz latina e insertando en el crucero un ancho espacio octogonal y una cúpula con remate de aguja. El coro y la nave tienen una sección tradicional, de nave central alta y naves laterales bajas; aligual que las crujías individuales de las naves laterales, están cubiertos por bóvedas rebajadas clásicas apoyadassobre pechinas. 
La cúpula se compone de tres hojas: la interior, visible, es de piedra y tiene forma semiesférica, con un óculo en el ápice; la central, visible desde la primera a través del óculo, es un cono de fábrica que hace de soporte de la linterna de piedra; y la de fuera (con su tambor a lo Bramante) no es sino un envoltorio con una estructura oculta de madera y un revestimiento final de plomo. Wren también fue un gran constructor de torres, donde combinó elementos góticos y borrominianos.
Las otras grandes obras de Wren fueron la biblioteca que hoy lleva su nombre (1676-1695) en el Trinity College (Cambridge), el palacio de Kensington y el Hospital de Greenwich. Para la construcción del palacio de Kensington, Wren originalmente partió de los planes para la construcción del Louvre: el palacio, que surge de una casa Tudor anterior, aparece hoy, por dentro y por fuera, como una unión de elementos de clara influencia francesa, como las ventanas, y de absoluta novedad, como el contraste de colores, blanco y rojo. El Royal Hospital Chelsea y el Hospital de Greenwich , hospitales reservados para soldados y marineros, se presentan como edificios monumentales de clara inspiración barroca francesa: un modelo para ambos fue el Hôtel des Invalides, construido en el centro de París por el rey de Francia Luis XIV.

Ejemplos de paladianismo inglés
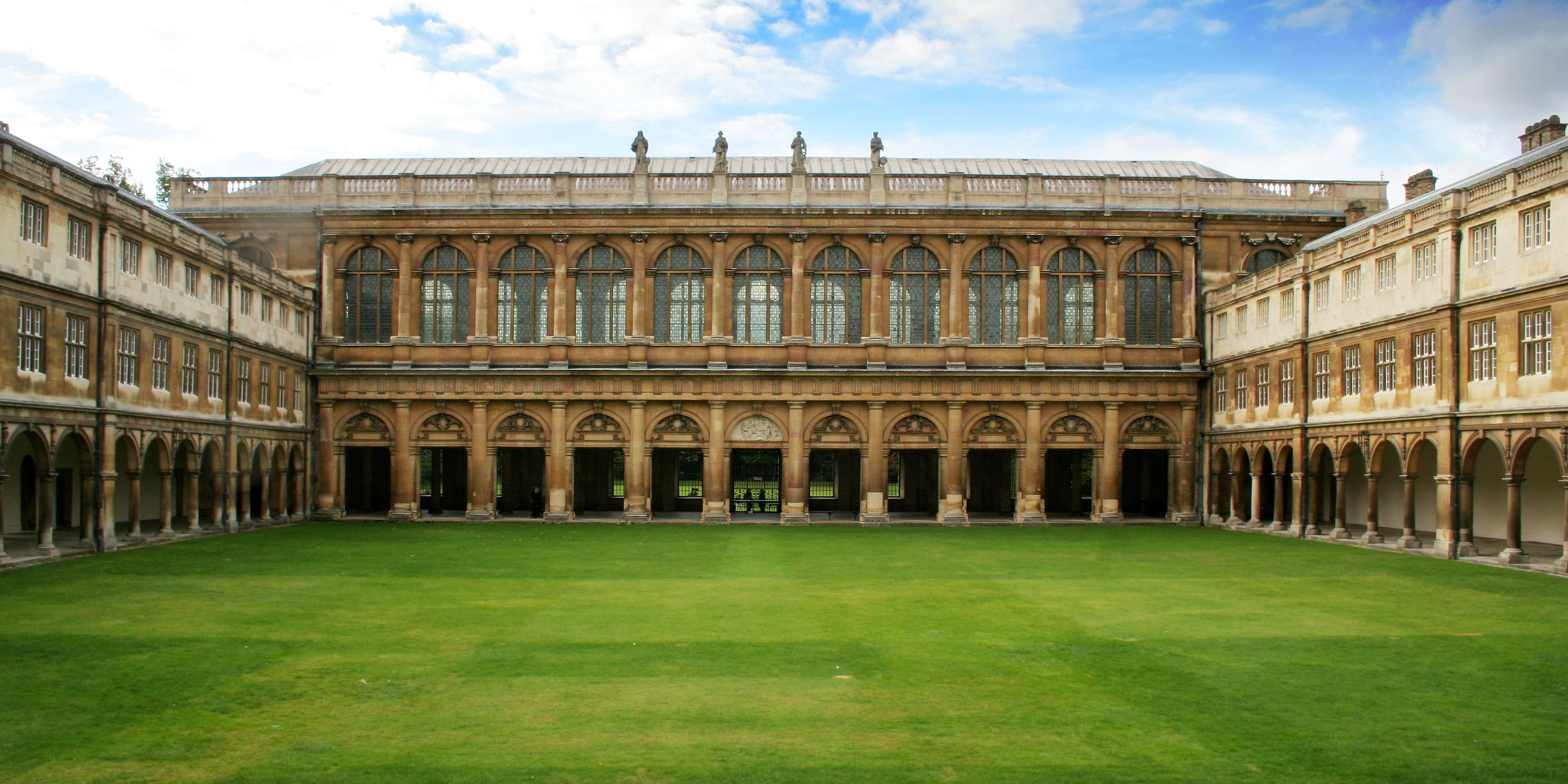
La Biblioteca de Wren (Cambridge) (1676-1695)

### El segundo período

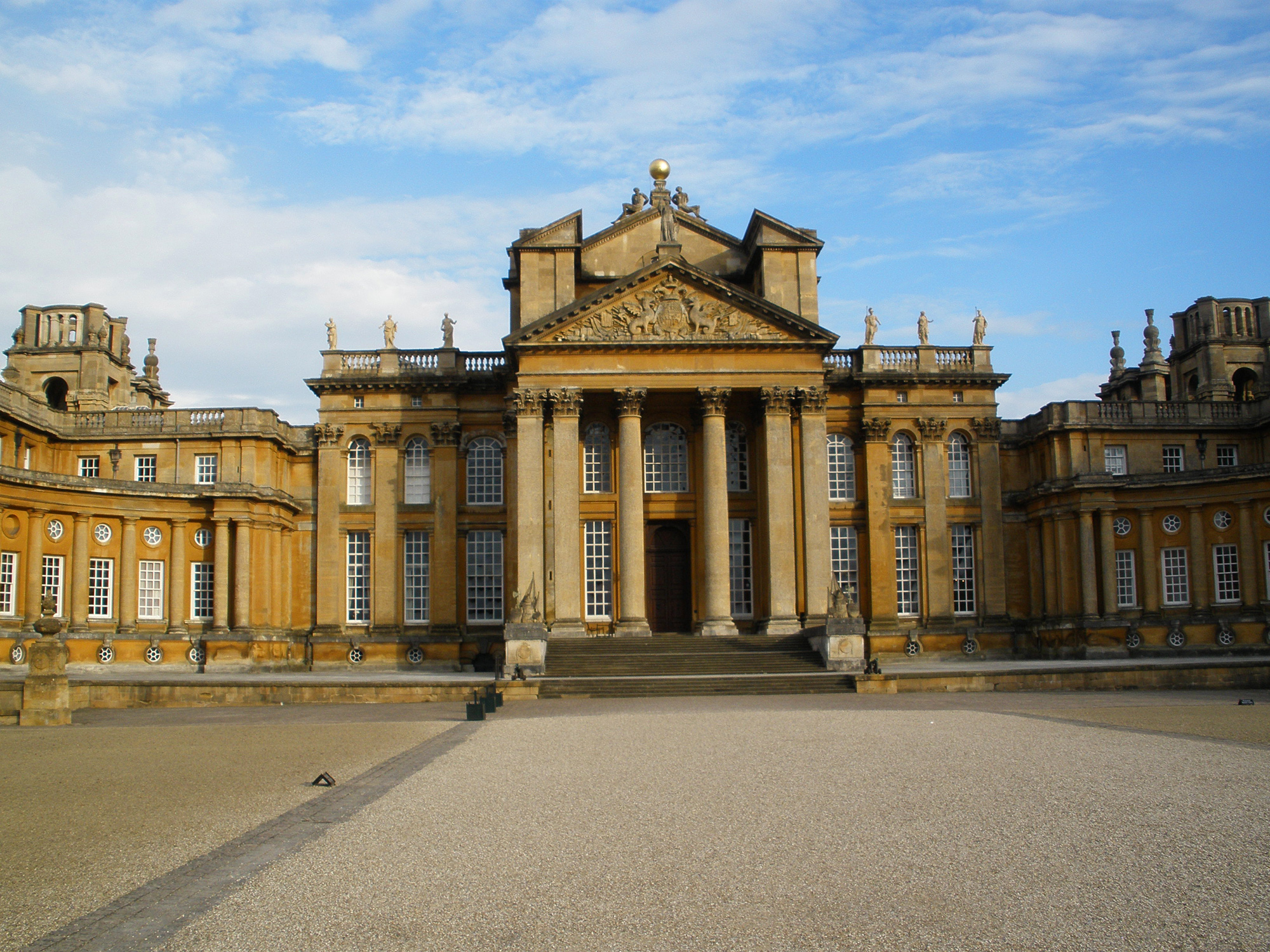
Vista del palacio de Blenheim construido por Vanbrugh y Hawksmoor entre 1705 y 1724

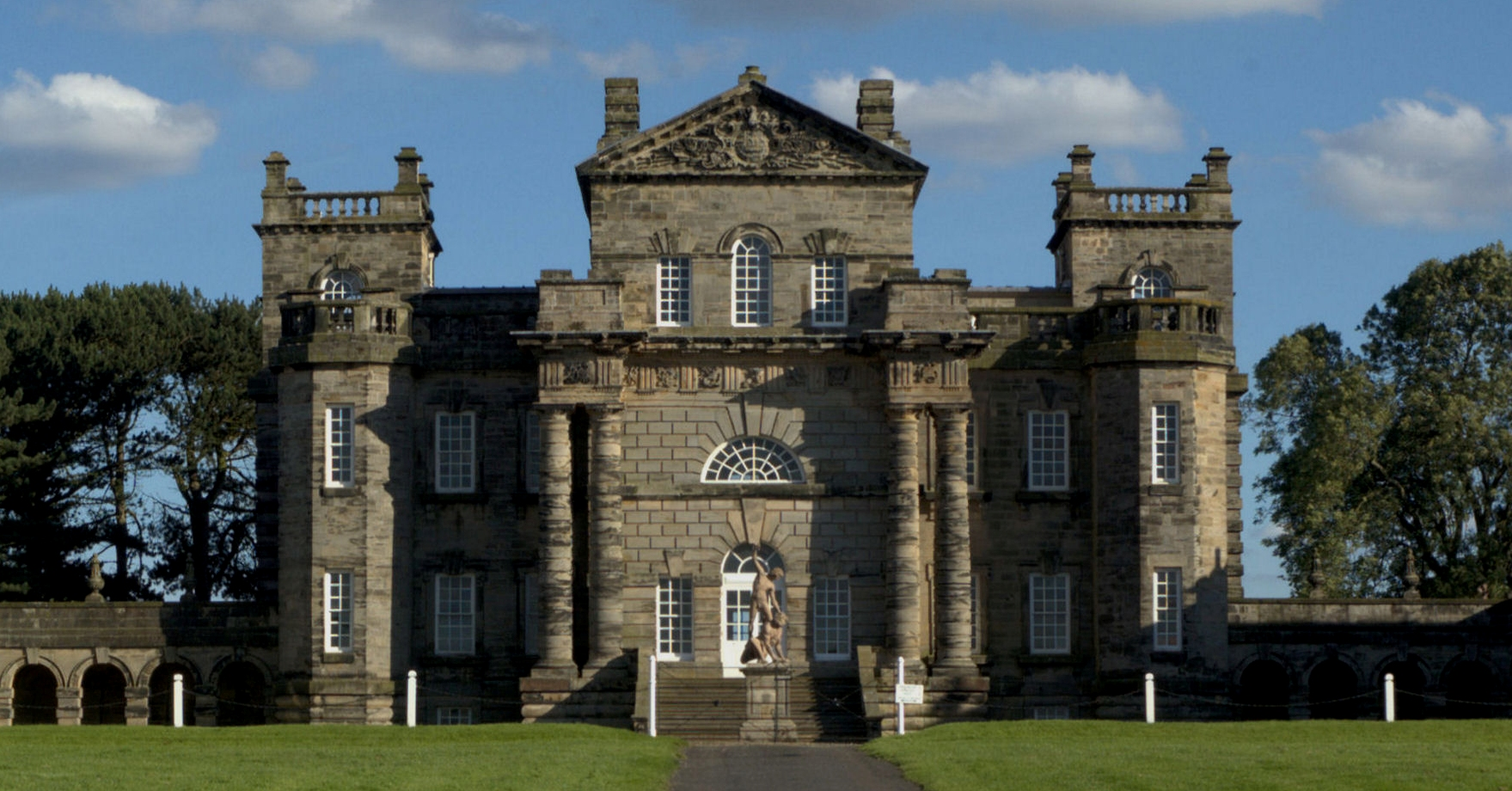
Seaton Delaval Hall (1718), de John Vanbrugh.

El segundo período clásico del barroco vio como sus principales representantes eran dos de los estudiantes de Wren, sir John Vanbrugh (1664-1726) y Nicholas Hawksmoor (1671-1736). Fueron capaces de realizar una arquitectura plenamente desarrollada por separado, aunque trabajaron en numerosas obras formando un equipo esencialmente bajo los reinados de Guillermo III de Orange, Ana Estuardo y Jorge I Hannover.
Vanburgh, de origen flamenco, creció en ambientes aristocráticos y era un partidario de la política del partido Whig, mientras que Hawskmoor, de origen campesino, era estucador. En 1699, ambos fueron comisionados por el conde de Carlisle para diseñar el castillo de Howard (1699-1712), una monumental casa de campo en Yorkshire. El edificio comprendía el palacio, un establo, una capilla y numerosos patios. El parque es rico en elementos arquitectónicos definidos como «históricos», entre ellos obeliscos egipcios y templetes griegos. Además de estos, Hawksmoor también se dedicó a la construcción de un gran mausoleo, que se convirtió en la tumba de la familia Howard. El palacio, de notable innovación, sorprendió a los contemporáneos por la cúpula de tambor, de carácter romano y religioso. El otro grandioso proyecto de los dos arquitectos fue el realizado para el palacio de Blenheim. El palacio, un regalo de la nación al duque de Marlborough, vencedor del ejército de Luis XIV durante la batalla de Blenheim, se levantó en Oxfordshire y se presenta como otra majestuosa country house, residencia de campo. Al igual que el castillo de Howard, el palacio de Blenheim también es una unión de diferentes estilos arquitectónicos, aunque en este caso resulta evidente el legado inglés: están presentes elementos usados por Inigo Jones para los palacios de Londres, las torres de esquina que se refieren a la época isabelina y numerosas decoraciones que se hacen eco del Medioevo.
Aunque estos dos palacios podían parecer demasiado poderosos o masivos a los ojos de un italiano, su masa pesada y poderosa cautivo al público británico, al menos durante un cierto tiempo. El castillo de Howard es un montaje ostentoso compuesto por una gran masa dominante y unas torres cilíndricas que no habrían encajado en Dresde o en Múnich. Bleheim es una construcción mucho más sólida, donde la masa de piedra de las puertas en arco y el sólido pórtico se transforman en la única ornamentación. El último trabajo de Vanbrugh fue Seaton Delaval Hall (1718), comparativamente, una mansión más modesta pero única por el atrevimiento de su estructura y estilo. Fue en Seaton Delaval donde Vanbrugh, un dramaturgo experto, alcanzó la cumbre del drama de la Restauración, destacando el paralelismo entre la arquitectura barroca y el teatro contemporáneo. A pesar de sus esfuerzos, el barroco no fue nunca del gusto inglés y antes de su muerte en 1724 el estilo estaba perdiendo interés en el país.
Los dos arquitectos fueron flanqueados por muchos artistas de menor fama, que contribuyeron a la reconstrucción de la capital y a la decoración de los grandes centros universitarios como Oxford y Cambridge.

Ejemplos de neopaladianismo
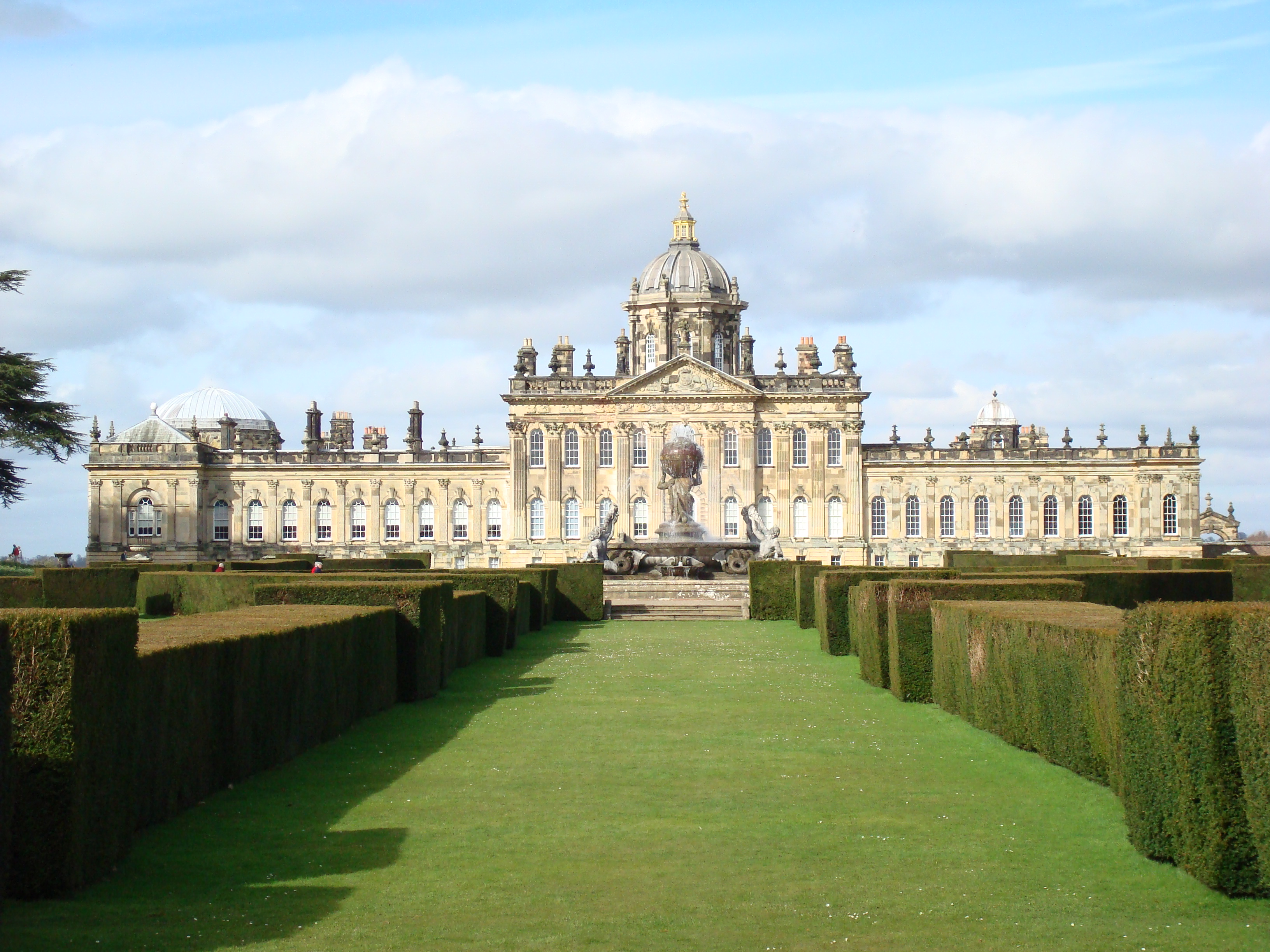
Castillo de Howard (1699-1712)
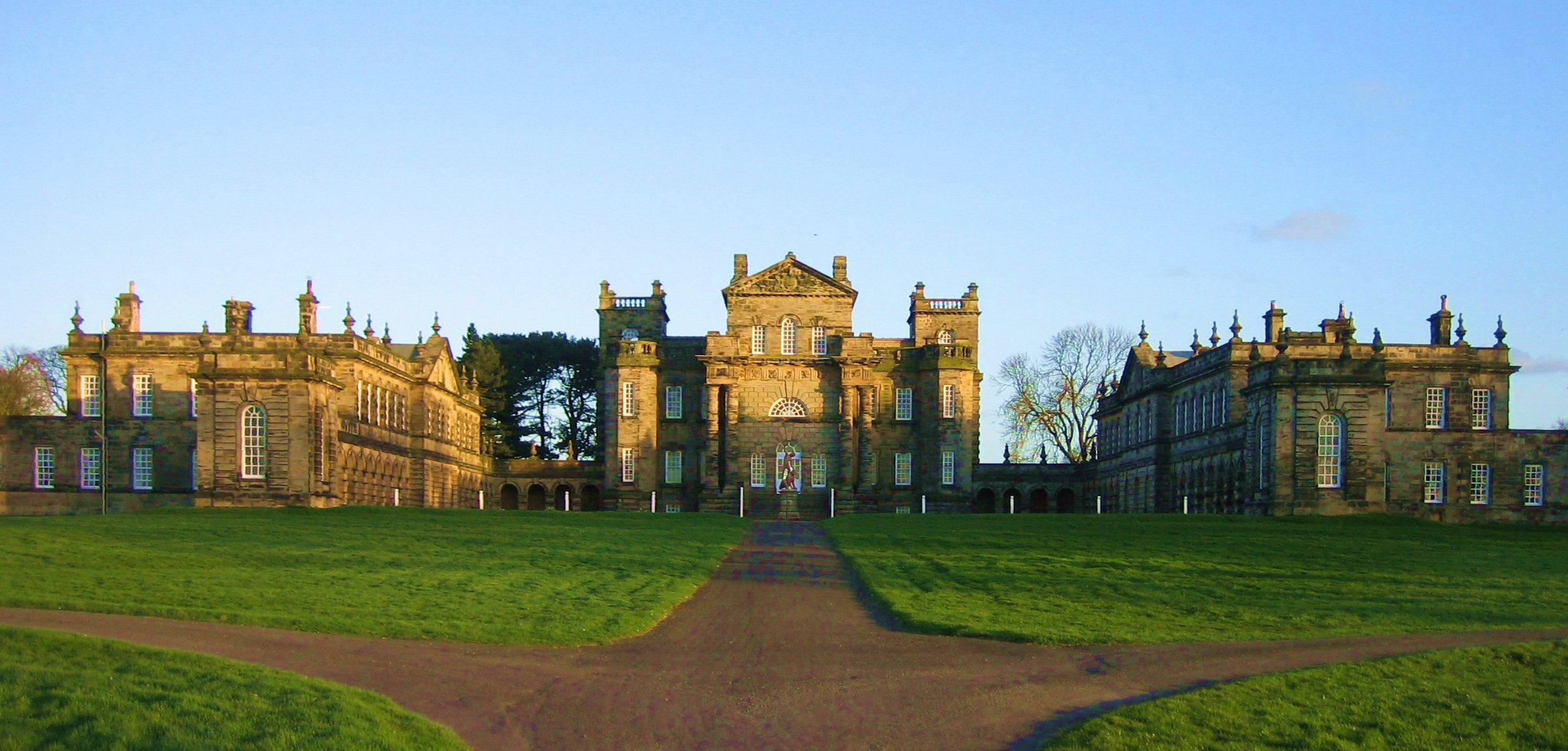
Seaton Delaval Hall (1718), de John Vanbrugh
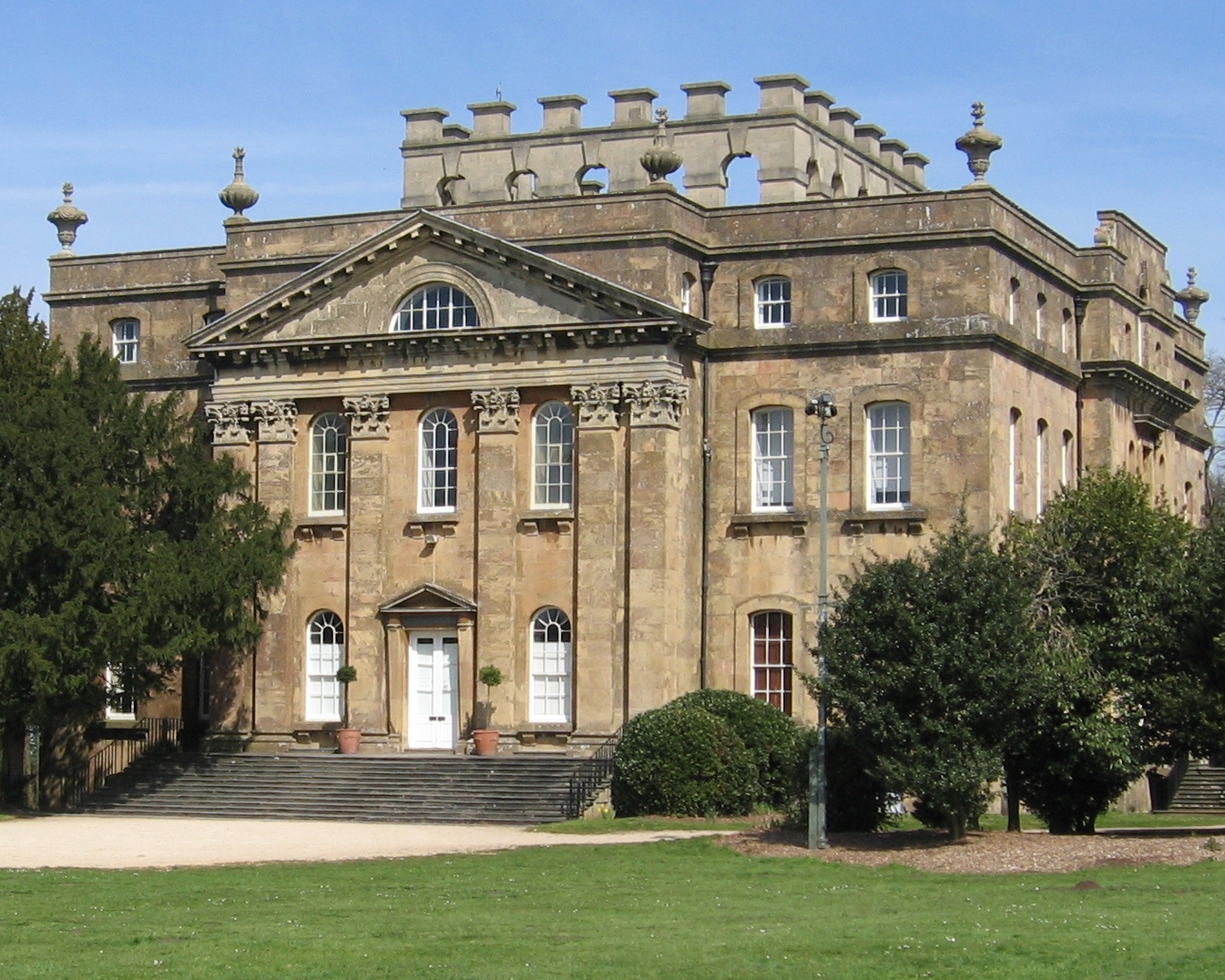
Kings Weston House, obra en solitario de Vanbrugh (1712-1719)
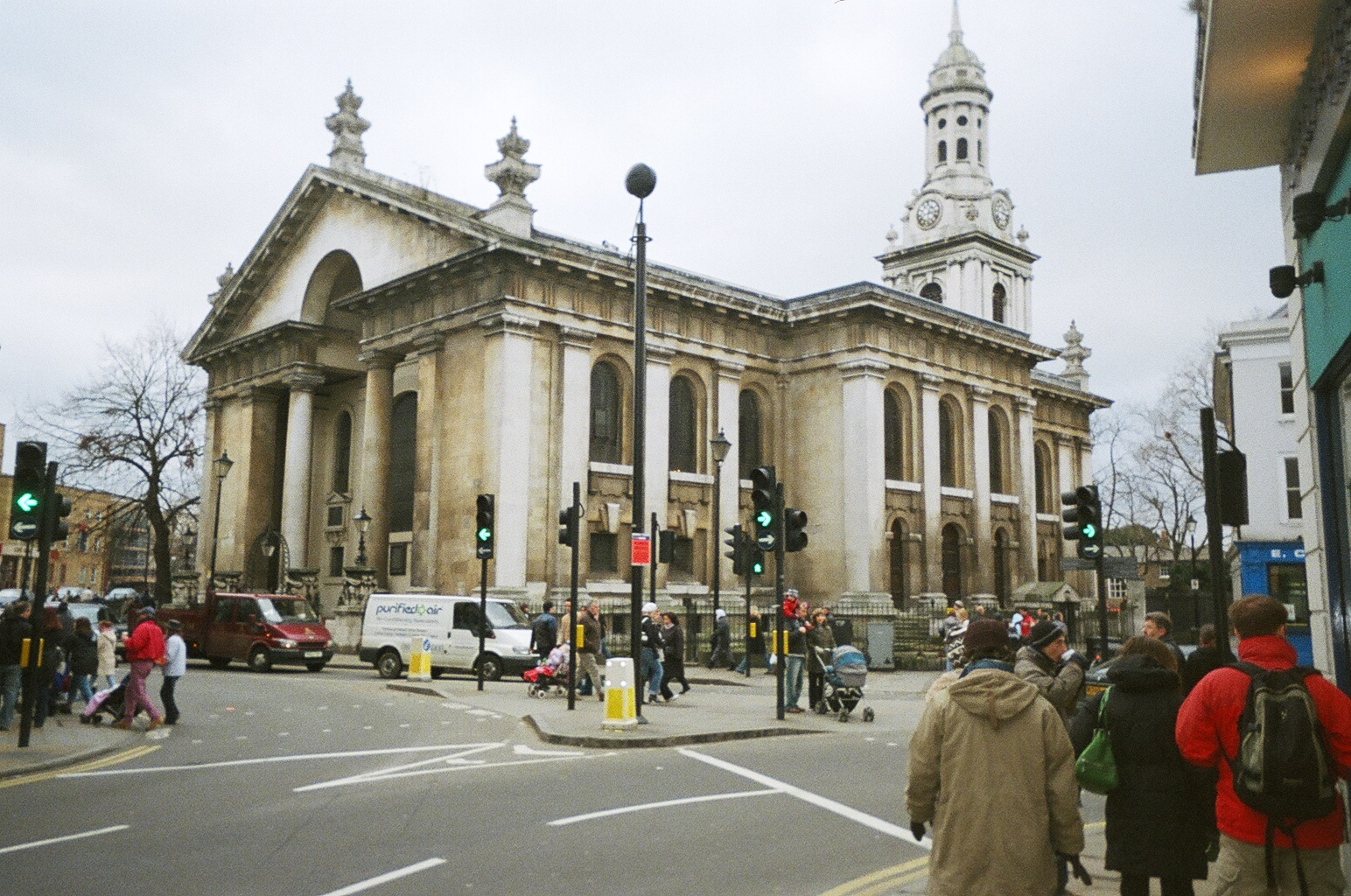
St Alfege, Greenwich(1712-1714), una de las seis grandes iglesias que Nicholas Hawksmoor diseñó en solitario en Londres y sus suburbios